# Axioúpoli
Axioúpoli är en ort i Grekland.   Den ligger i prefekturen Nomós Kilkís och regionen Mellersta Makedonien, i den norra delen av landet, 300 km norr om huvudstaden Aten. Axioúpoli ligger 41 meter över havet och antalet invånare är 3 368.
Terrängen runt Axioúpoli är kuperad västerut, men österut är den platt.Runt Axioúpoli är det ganska glesbefolkat, med 35 invånare per kvadratkilometer. Närmaste större samhälle är Polýkastro, 2,5 km öster om Axioúpoli. Trakten runt Axioúpoli består till största delen av jordbruksmark.